# کارگروه تعیین فناوری کاربرد ابرمتن وب
کارگروه تعیین فناوری کاربرد ابرمتن وب (به انگلیسی: Web Hypertext Application Technology Working Group) (مخفف انگلیسی: WHATWG) یک اجتماع انسانی است که هدف آن تکامل HTML و تکنولوژی‌های مرتبط با آن است. مؤسسان این کارگروه، افرادی از شرکت‌های اپل، موزیلا، و اپرا می‌باشند. این کارگروه از سال ۲۰۰۴ هدایت‌کننده فروشندگان مرورگرهای وب است.
امروزه این شرکت‌ها عضوهای اصلی و کنترل‌کننده‌های اصلی (گروه راهبر) برای WHATWG می‌باشند: اپل، موزیلا، گوگل، و مایکروسافت.
کارگروه تعیین فناوری کاربرد ابرمتن دارای کمیته کوچک نظارتی به نام «اعضا (به انگلیسی: Members)» می‌باشد که توانایی زیر سؤال بردن ویرایشگر خصوصیات را دارند. اما هر فرد می‌تواند توسط لیست ایمیل WHATWG به عنوان یک «مشارکت کننده» عضو آن شود.

## اسناد کارگروه WHATWG
1. استانداردهای زندهٔ HTML (به انگلیسی: HTML Living Standard) (که قبلاً به آن HTML 5 و قبل از آن ورژن ۱ برنامهٔ کاربردی وب نام داشت).
2. استاندارد DOM: تعریف کنندهٔ مدل شیی سند (Document Object Model) می‌باشد و آن را پشتیبانی می‌کند.
3. استاندارد Fetch: تعریف درخواست، پاسخ، فرایندهایی که به آنها متصل اند، جذب کردن (Fetching): شامل JavaScript API, CORS HTTP Origin
4. استاندارد Streams: برای ساخت، ارسال، و مصرف جریان‌های داده.
5. استانداردهای رمزگذاری: چگونه رمزگذاری حروف در مرورگرهای وب رسیدگی می‌شوند. مثل Windows-1252 و UTF-8
6. استاندارد بوکشیدن نوع MIME که در مرورگرها فعال است: MIME type sniffing standard
7. استاندارد URL: تعیین می‌کند که چگونه URLها در مرورگرها تجزیه می‌شوند.[۲]